# Košolná
Košolná je obec na Slovensku v okrese Trnava. Nachází se 12 km severozápadně od okresního města Trnavy. Na severu sousedí s obcí Boleráz, na jihu a východě se Suchou nad Parnou a na západě s katastrem vsí Dlhá a Dolné Orešany.

## Historie

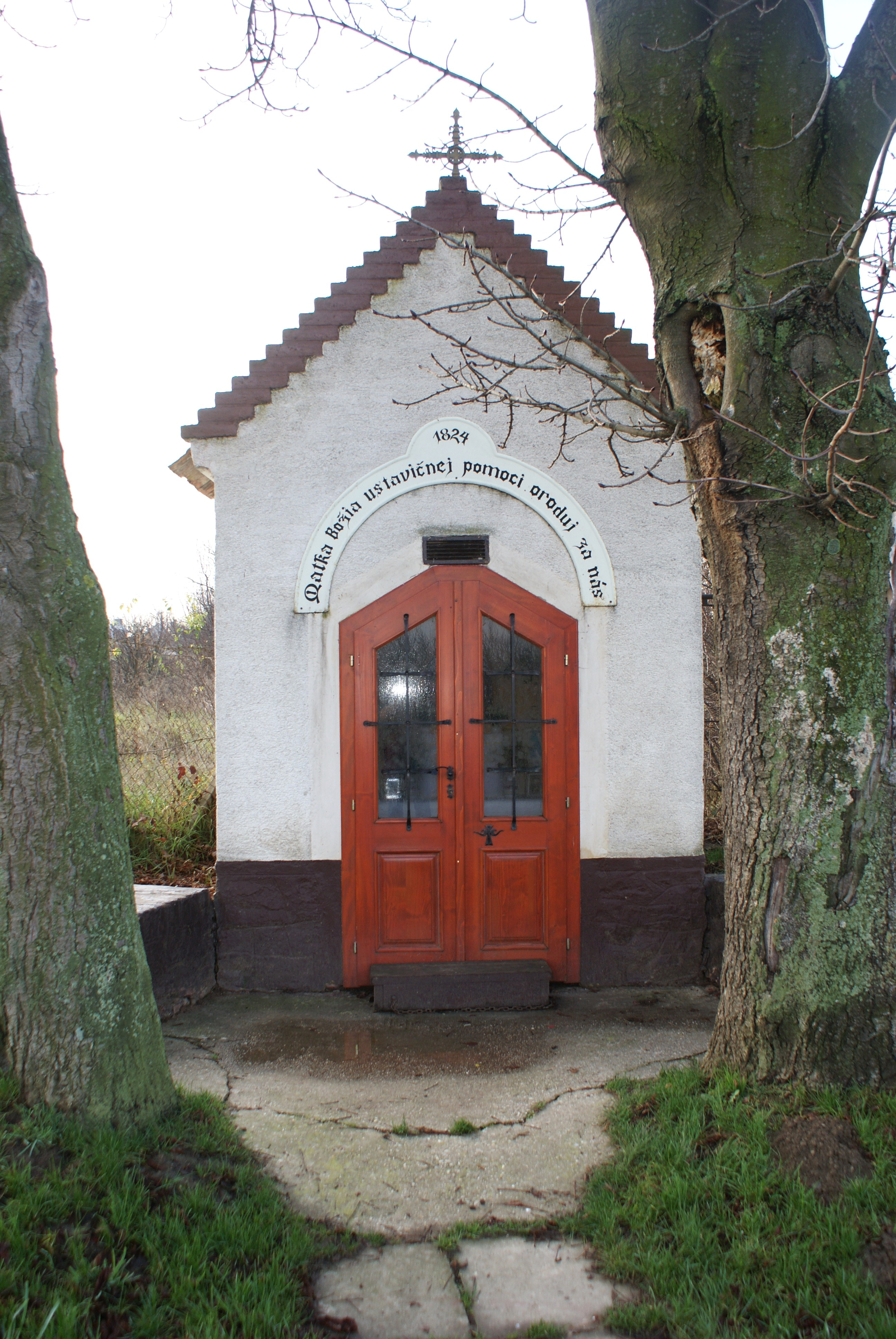
Kaplička

Existenci lidského osídlení zdejší oblasti dokazuje nález pazourkových škrabadel, jež archeologové datují do období mladého paleolitu, tj. přibližně 23 000 – 15 000 let př. n. l. Na rozhraní katastrů Košolné a Suché nad Parnou se našla kamenná sekerka z období 3800 – 2900 let před naším letopočtem.
První písemná zmínka o obci pochází z roku 1296.
Od 13. století patřila Košolná stejně jako řada okolních vesnic do majetku pánů na Červeném Kameni, tedy zejména rodů Fuggerů a Pálffyů.
Tragickým datem v dějinách obce je 3. září 1663, kdy do vsi vtrhli turečtí nájezdníci, povraždili či odvlekli 46 zdejších obyvatel a vesnici vyplenili a vypálili.
Dalším tragickou událostí byla cholera, jíž padlo v roce 1831 za oběť 43 obyvatel Košolné.
Dějiny obce poznamenaly i první a druhá světová válka a Slovenské národní povstání.
Tabulka dějin obce podle zdokumentovaných artefaktů a písemností
| Rok              | Událost |
| ---------------- | --- |
| 20 000 př. n. l. | Archeologické nálezy ze starší doby kamenné, jež dokazují přítomnost člověka.                                                                            |
| 3000 př. n. l.   | Přítomnost zemědělských komunit ve střední a pozdní době kamenné                                                                                         |
| 1296             | Představený křižáckého konventu Marek vydává listinu, v níž je mezi vesnicemi patřícími k hradu Červený Kameň jmenována i Košolná – první písemná zmínka |
| 1332 – 1335      | Nejstarší známý kněz ve farnosti – Jakub |
| 1598             | První známá pečeť obce |
| 1663             | Turecký vpád |
| 1732             | Postaven filiální kostel Povýšení sv. Kříže |
| 1831             | Epidemie cholery si v obci vyžádala 43 obětí. |
| 1902             | Postavena první budova školy |
| 1908             | Založen hasičský sbor |
| 1932             | Začalo se vyučovat v druhé, nově postavené škole. |
| 1945             | Osvobození obce |
| 1957             | Založení JZD |
| 1971             | Postavena nová budova MNV – dnes sídlo OÚ |
| 1977             | Postavena mateřská školka |
| 1996             | 700 let od první písemné zmínky o obci |

## Památky
Nejvýznamnější památkou v obci je Římskokatolický filiální kostel Povýšení svatého Kříže z roku 1732, který nechal postavit místní Rolník Andrej Štrbík. Kostel byl v roce 1803 renovován.
K dalším církevním památkám patří ještě kaple na konci obce a čtyři kamenné a dva dřevěné kříže.